# Gangneung Oval
Gangneung Oval (kor. 강릉 스피드 스케이팅 경기장) – kryty, 400-metrowy tor łyżwiarski w Gangneung, w Korei Południowej. Został otwarty w 2017 roku. Może pomieścić 8000 widzów. W obiekcie zostały rozegrane zawody łyżwiarstwa szybkiego w ramach Zimowych Igrzysk Olimpijskich 2018.
Obiekt powstał w związku z organizacją Zimowych Igrzysk Olimpijskich 2018 w Pjongczangu. Jego budowa rozpoczęła się w październiku 2014 roku. W lutym 2017 roku w arenie odbyły się pierwsze zawody, mistrzostwa świata w łyżwiarstwie szybkim na dystansach, choć prace budowlane zakończono w marcu 2017 roku. Tor jest w pełni przykryty zadaszeniem i może pomieścić 8000 widzów na trybunach. Położony jest na wysokości 41 m n.p.m. Znajduje się w obrębie kompleksu sportowego Gangneung Olympic Park. W lutym 2018 roku odbyły się w nim zawody w łyżwiarstwie szybkim w ramach Zimowych Igrzysk Olimpijskich 2018.